# Berkenbier
Berkenbier is een koolzuurhoudende frisdrank op basis van plantaardige extracten, voornamelijk berkenbast. Het heeft een gelijkaardige, maar verschillende, smaak aan root beer, en is vaak zoeter met een scherpere smaak die wat aan munt doet denken. De kleur hangt af van het soort berkenboom waarvan het berkensap afkomstig is. Meestal is de kleur rood, bruin of wit, hoewel andere kleuren ook mogelijk zijn. Nadat het berkensap opgevangen is, wordt het gedestilleerd om er berkenolie van te maken. Deze olie wordt toegevoegd aan het koolzuurhoudend drankje om er het speciale smaakje aan te geven.
Berkenbier Tripel dat door een brouwerij in Kaatsheuvel geproduceerd wordt is een bier van hoge gisting met een alcoholpercentage van 8,8% waarin berkensap is verwerkt.